# Иркутский областной художественный музей
Ирку́тский областно́й худо́жественный музе́й и́мени В. П. Сукачёва — одна из богатейших сокровищниц изобразительного искусства в Сибири. Фонды музея насчитывают свыше 23 тысяч произведений живописи, графики, скульптуры, декоративно-прикладного искусства.

## История
Основу коллекции составила картинная галерея городского головы Иркутска Владимира Платоновича Сукачёва, собранная им в конце XIX века. Музей располагается в нескольких исторических особняках в центре города; также в состав музея входит усадебный комплекс с парком и деревянными постройками:
1. Двухэтажный каменный особняк с парком в центре города (ул. Ленина, 5), 1905—1907, архитектор Д. Р. Магидей. Экспозиции русского и западноевропейского искусства XVII — начала XXI века, искусства стран Востока (Китай, Япония, Монголия) XIV—XX веков. Сегодня это главное здание музея. Остановка общественного транспорта «Художественный музей».
2. Двухэтажный каменный особняк в центре города (ул. Карла Маркса, 23), 1893, архитекторы Г. В. Розон, В. А. Рассушин, В. А. Кудельский и др.; двухэтажный каменный особняк в центре города (ул. Карла Маркса, 25), 1880—1882, первый владелец — И. И. Базанов, позже — А. Б. Воллернер. Экспозиция сибирского искусства XVII — начала XXI века и галерея для выставок. Остановка общественного транспорта «Гастроном № 1»
3. Усадьба В. П. Сукачёва — парк в центре города с расположенными на его территории деревянными домами и беседками (ул. Декабрьских Событий, 112). Ранее усадьба принадлежала непосредственно В. П. Сукачёву, однако в советское время пришла в упадок. В начале XXI века часть построек полностью восстановлена. Воссозданы зимний сад, бильярдная комната, конюшня, главный дом и др. Сегодня в усадьбе располагается мемориально-художественная экспозиция семьи В. П. Сукачёва, проводятся различные выставки. Остановка общественного транспорта «Усадьба Сукачёва».
4. Усадьба А. Н. Гиндина в центре Иркутска (ул. Свердлова, 16). Здесь размещается Галерея скульптуры. Остановка общественного транспорта «Художественный музей».

## Коллекция
Уникальный раздел коллекции − редкое собрание памятников древнейших культур Прибайкалья (мелкая пластика − «палеолитические Венеры», неолитические антропоморфные и зооморфные изображения). Раздел древнерусского искусства (икона, деревянная скульптура, медное литьё XV − начала XX века) включает иконы московских, новгородских, псковских, афонских мастеров, «северные письма», а также ценнейшее собрание икон и деревянной скульптуры сибирских мастеров. Русское искусство XVIII − первой половины XIX века представлено портретом (парсуна, П. Ротари, Ф. Рокотов, Д. Левицкий, В. Боровиковский, В. Тропинин и др.), пейзажем (Семён Щедрин, Ф. Матвеев, Д. Левицкий, В. Тропинин и др.). Русское искусство второй половины XIX века − картинами И. Шишкина, И. Репина, В. Сурикова, В. Поленова, В. Маковского и др. Коллекция русского искусства XX века представляет все основные направления и группировки: «Мир искусства», «Союз русских художников», «Бубновый валет», «4 искусства», «Московские живописцы» и др. Особый интерес представляет коллекция произведений иркутских художников (Н. Андреев, А. Жибинов, А. Вычугжанин, А. Рубцов, А. Алексеев, А. Костовский, В. Смагин, В. Кузьмин, Г. Новикова, Б. Десяткин, Н. Вершинин и др.). Ценная часть коллекции — русская графика, декоративно-прикладное искусство (в том числе, работы фирмы Фаберже). Собрание западноевропейского искусства представляют полотна мастеров Италии, Голландии, Фландрии, Франции, Германии, Австрии, искусство XVII—XX вв., в том числе, картины Х. Тербрюггена, Г. Сегерса, Ф. Воувермана, Доменикино и др. Прекрасный раздел коллекции − искусство стран Востока (Китай, Япония, Монголия: бронза, эмали, гравюра, лаки, фарфор и др.)
Одно из наиболее ценных произведений в коллекции музея — картина «Нищая. Девочка-рыбачка», написанная И. Е. Репиным в 1874 году. Работу приобрёл непосредственно В. П. Сукачёв во время посещения мастерской художника, после чего «Нищая» оказалась в Иркутске. В середине XX века картиной заинтересовалась Третьяковская галерея. Иркутскому музею было предложено обменять «Девочку-рыбачку» на другую работу Репина и два портрета Сурикова. Возглавлявшему тогда ИОХМ Алексею Фатьянову в результате долгих переговоров удалось отстоять право Иркутского музея на свою картину. Ещё одна история связана с картиной А. А. Пластова «Ужин трактористов». Впервые это произведение появилось на Всесоюзной художественной выставке в 1952 году, где подверглось критике за «увлечение живописностью в ущерб идейному содержанию». Центральные музеи интереса к «Ужину трактористов» не проявили, а Иркутский художественный подал заявку на картину, и работа Пластова отправилась в Иркутск. Во время хрущёвской Оттепели в 1955 году картина, наконец по достоинству оцененная, была временно передана в Третьяковскую галерею на выставку с гарантией возврата. Но прошло несколько лет, а Третьяковская галерея картину не возвращала. По легенде, с требованием возвратить картину в Иркутск городская общественность во главе с директором ИОХМ А. Фатьяновым дошла до Н. С. Хрущёва, который поддержал сибиряков, указав, что картину следует вернуть «энергетическому центру Сибири». Позднее, в 1961 году, Пластов написал повторение «Ужина трактористов», которое сейчас находится в Третьяковке.

Коллекция
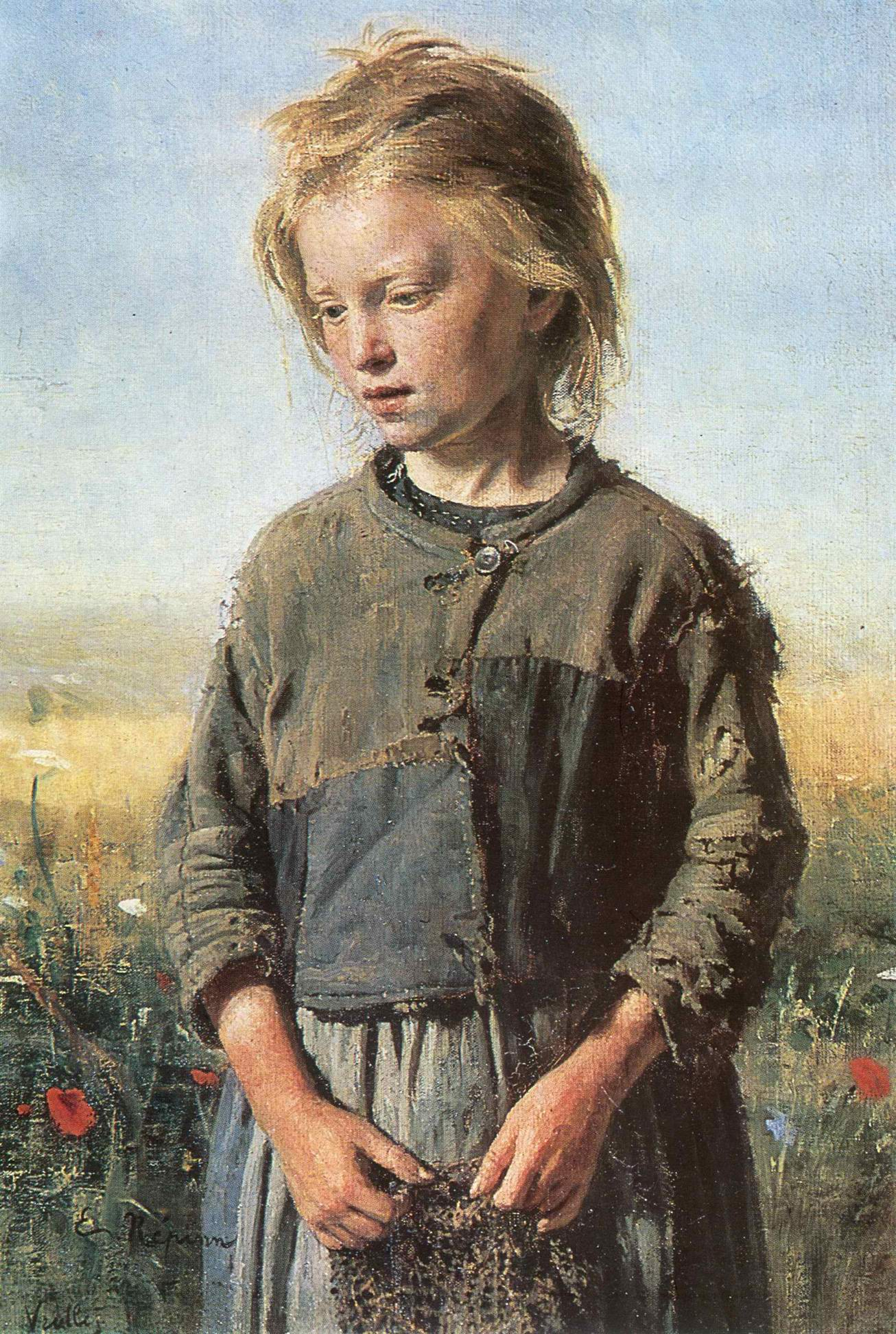
Илья Репин. Нищая (Девочка-рыбачка). 1874
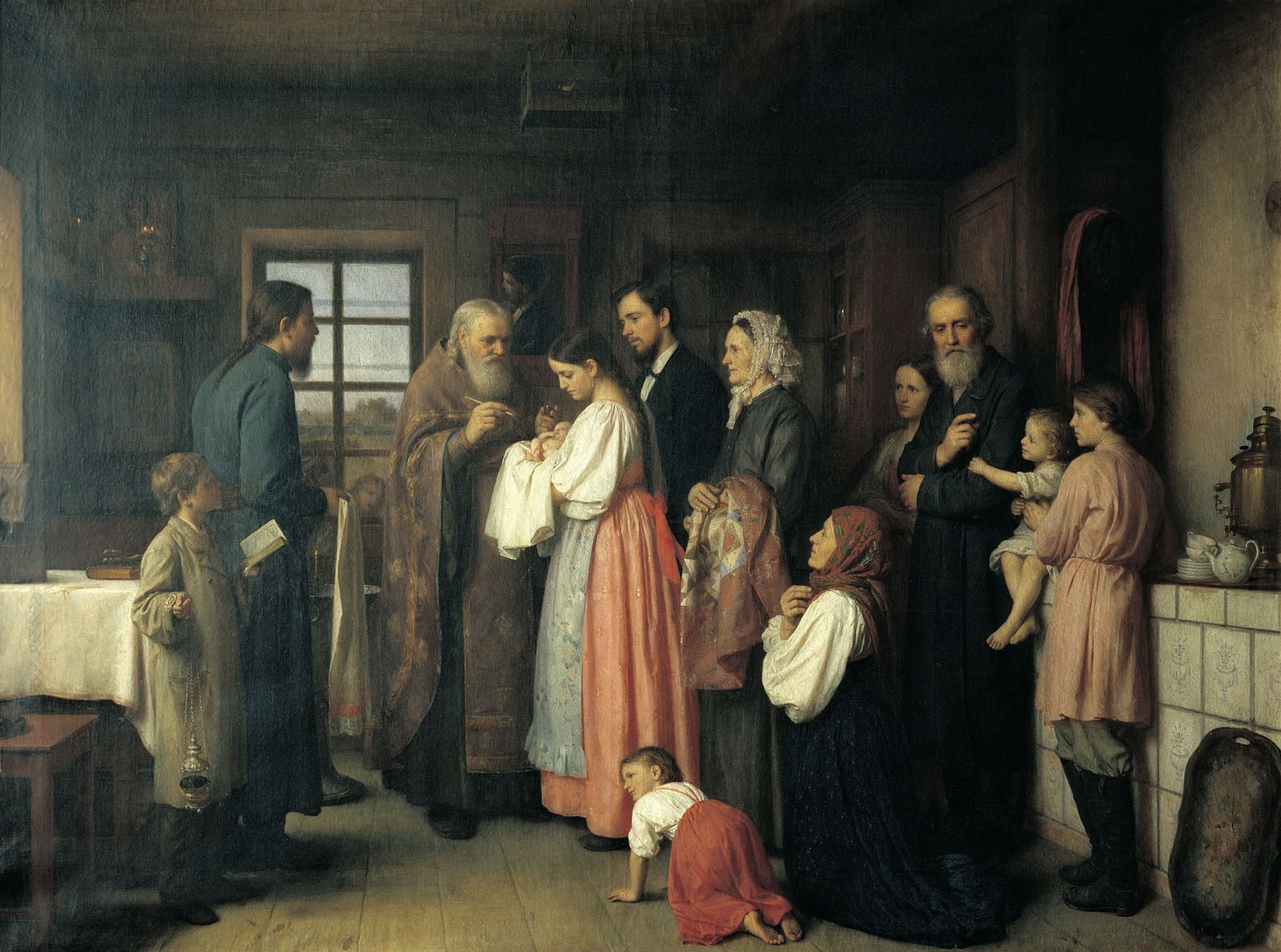
Аким Карнеев. Крестины. 1857
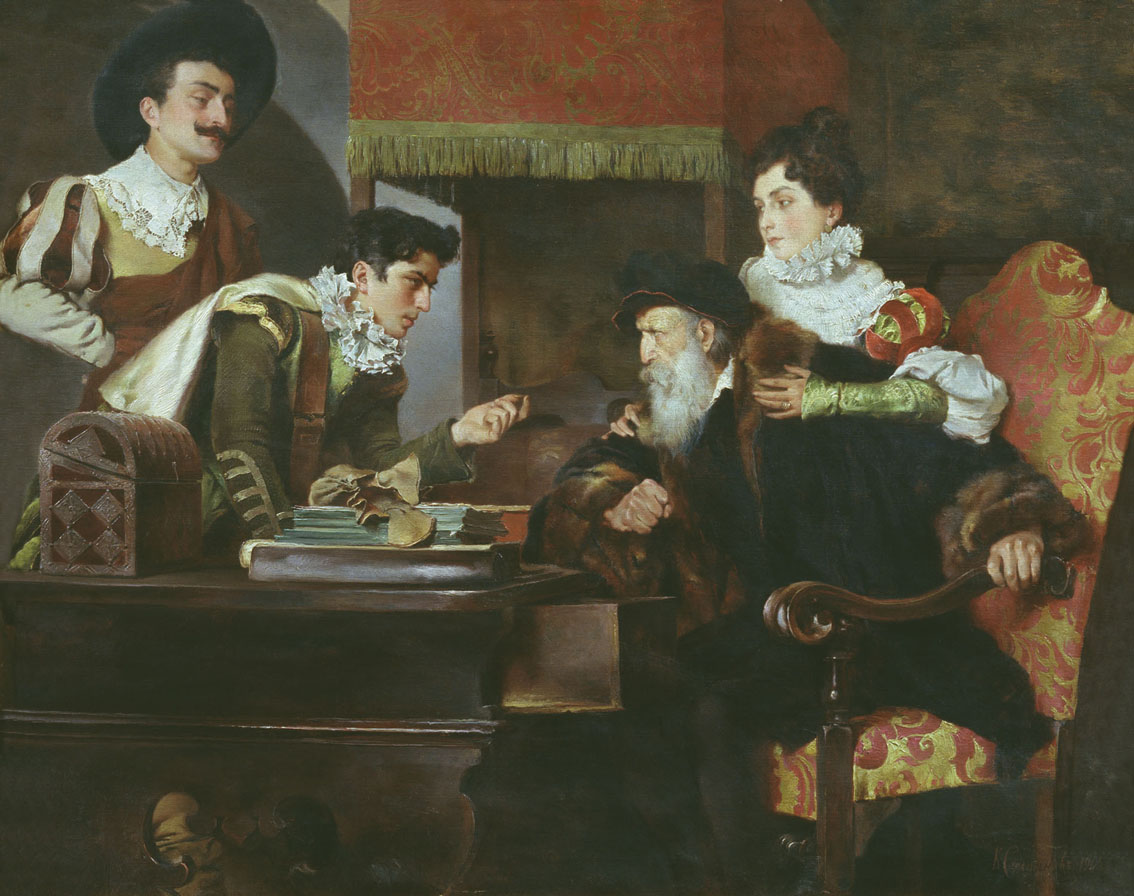
Клавдий Степанов. Жанровая сцена. 1902
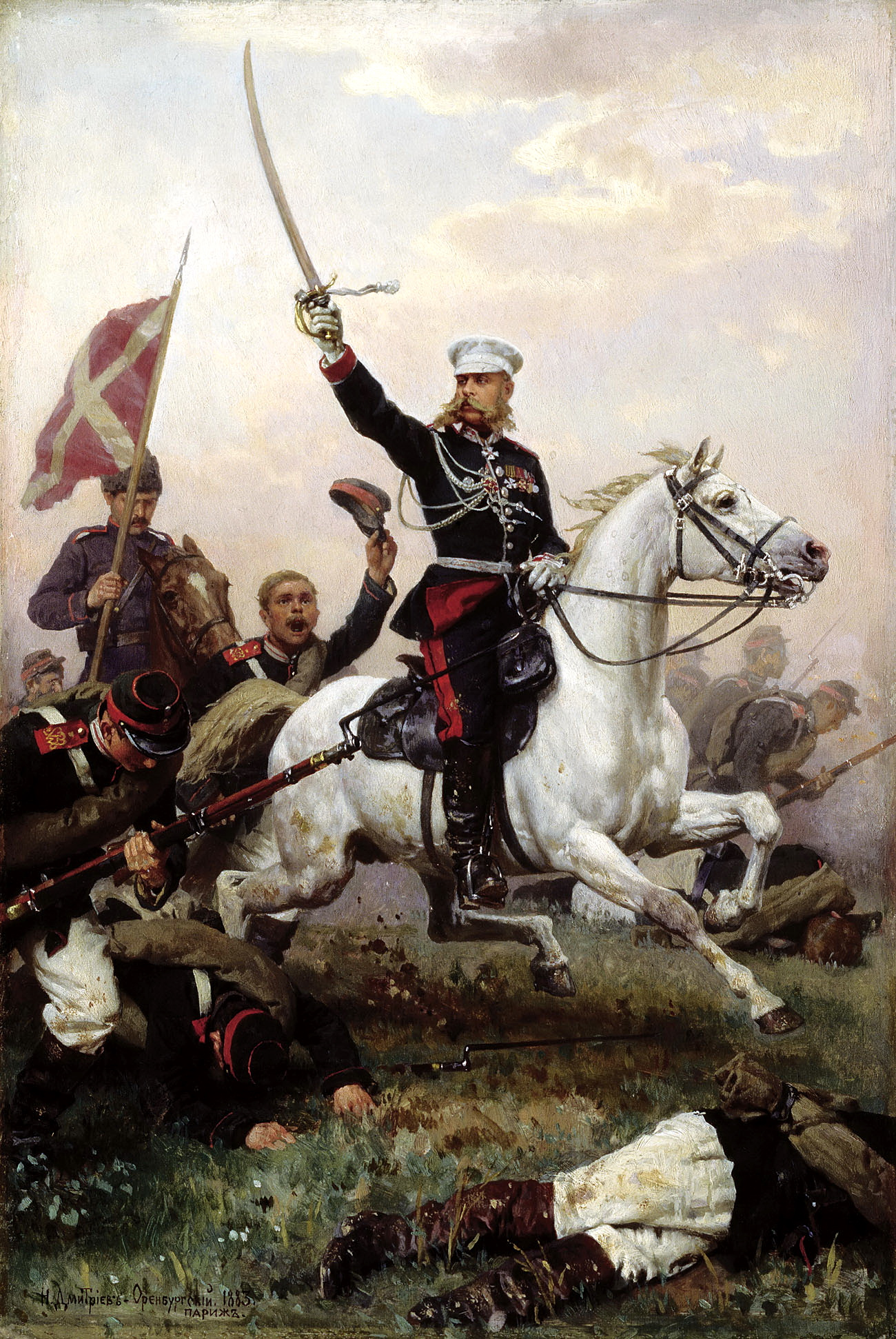
Николай Дмитриев-Оренбургский. Генерал М. Д. Скобелев на коне. 1883
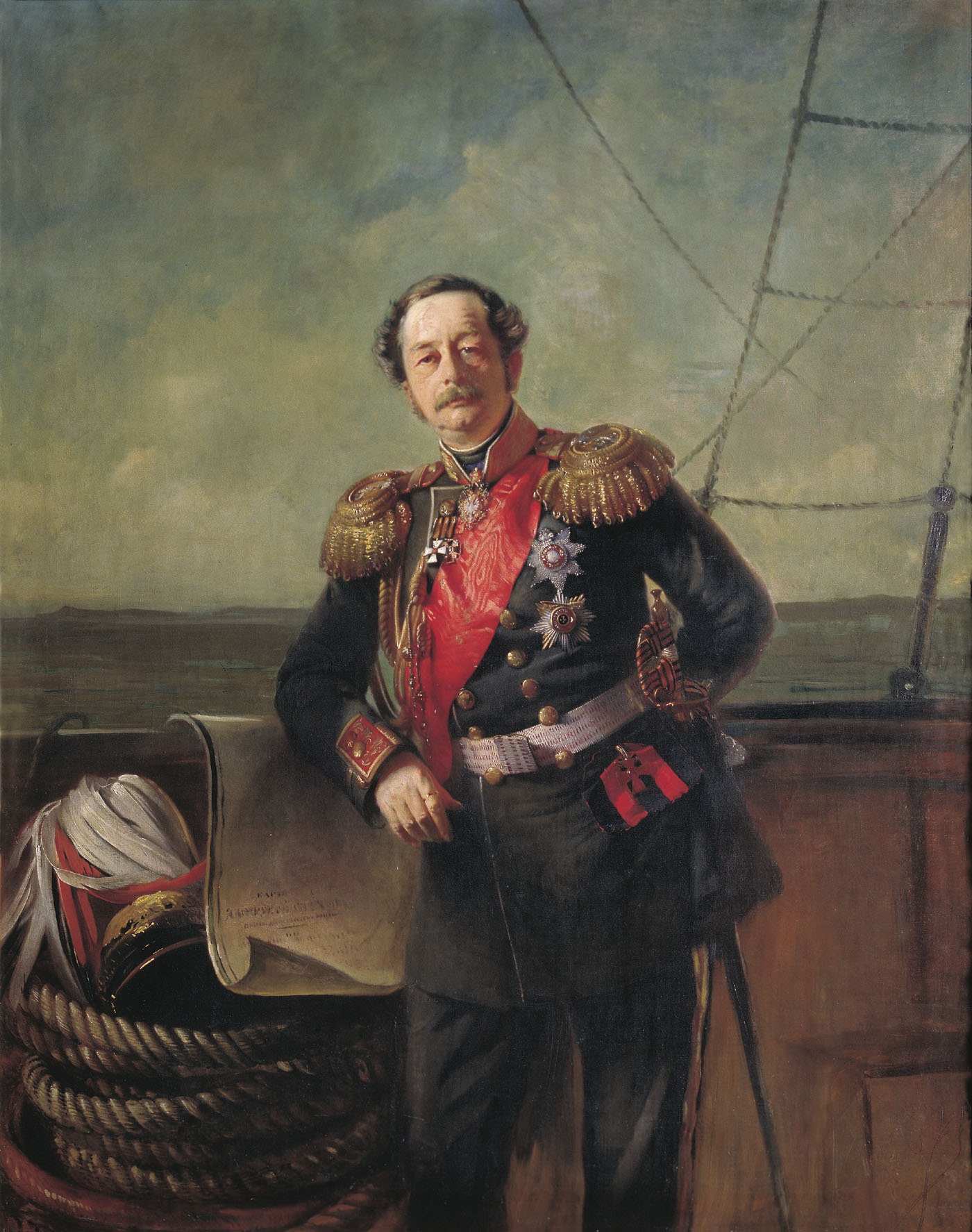
Константин Маковский. Портрет графа Н. Н. Маравьёва-Амурского. 1863
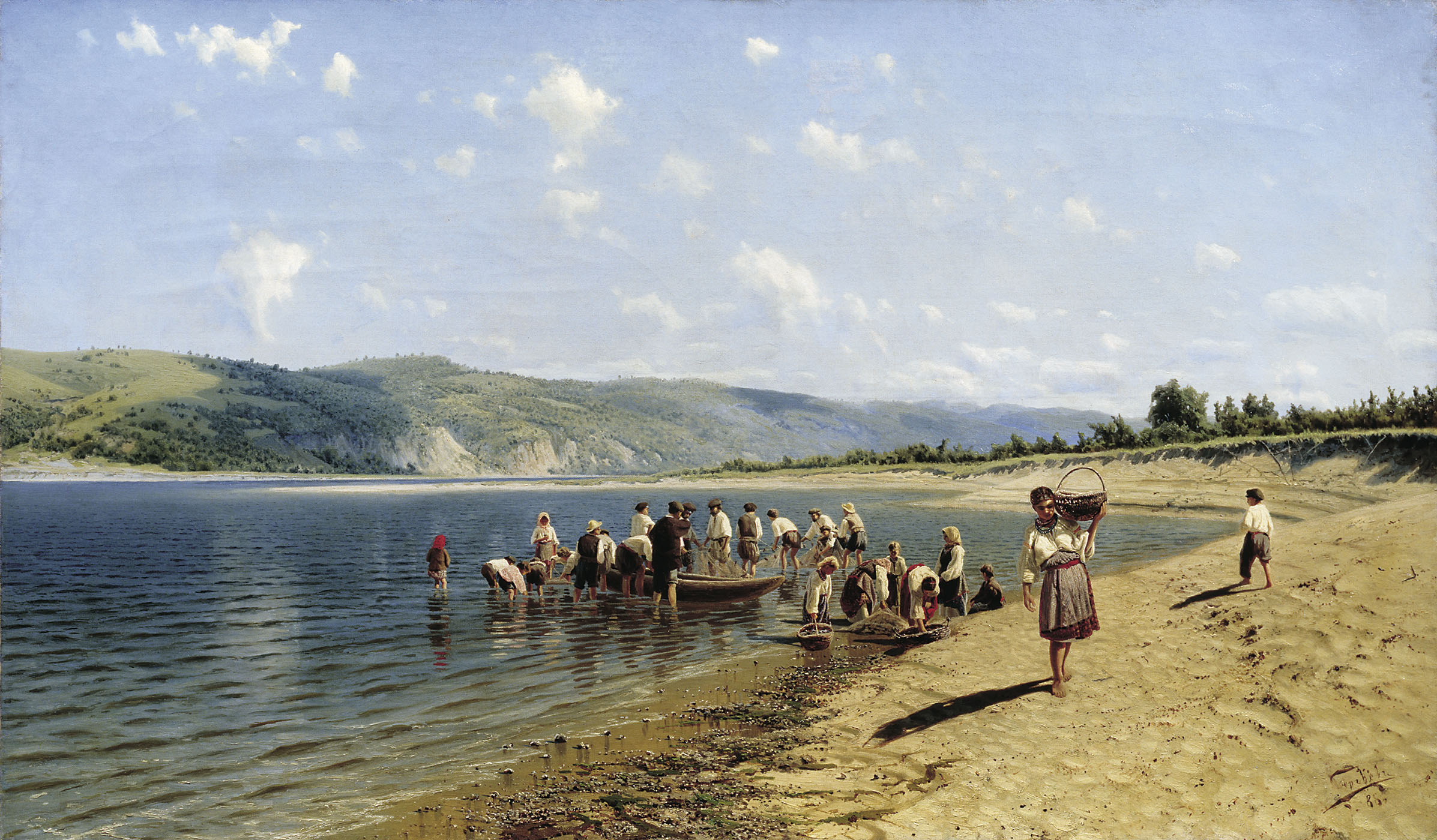
Николай Сергеев. Тоня на Днепре. 1888
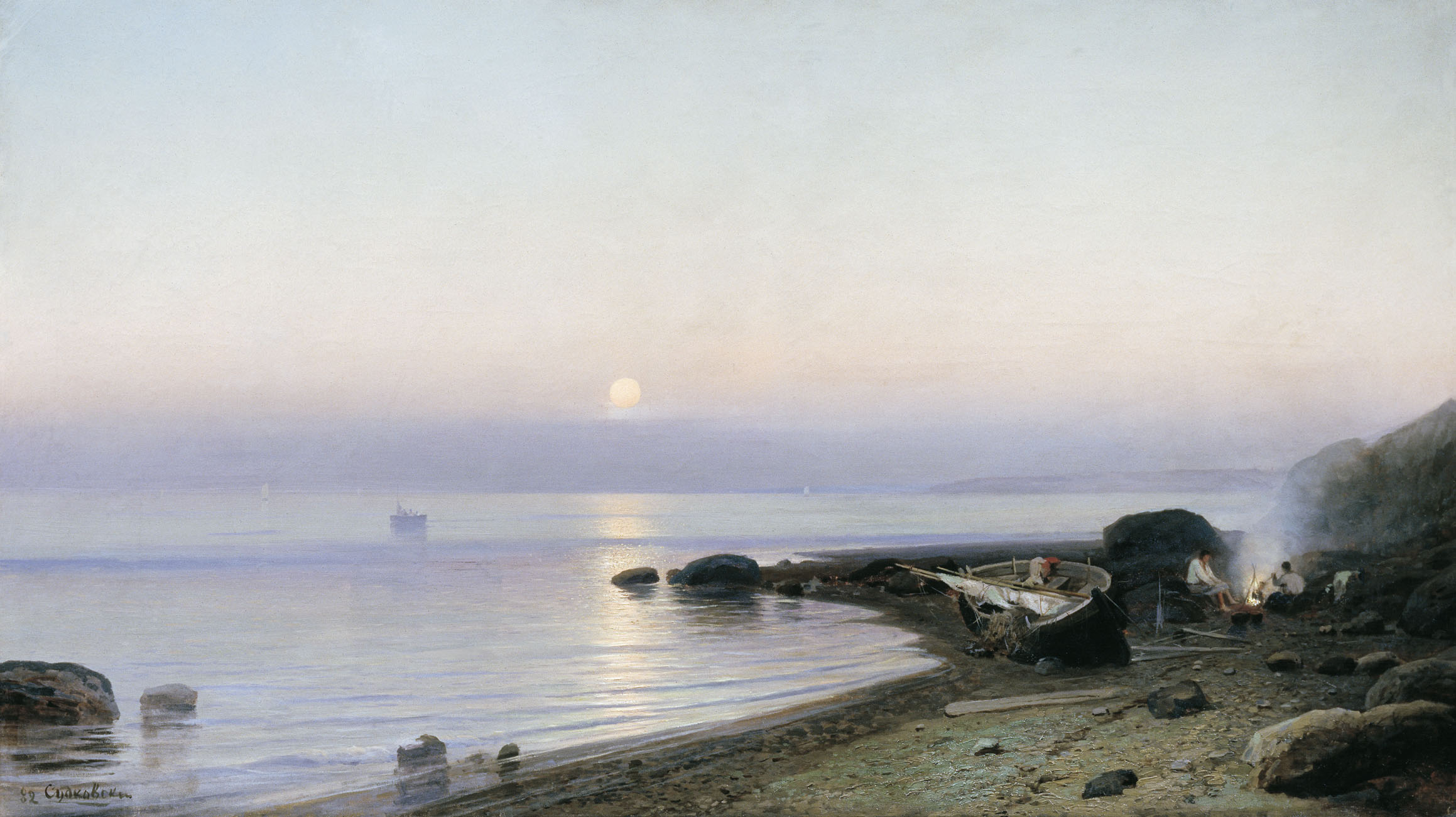
Руфин Судковский. На берегу моря. 1882
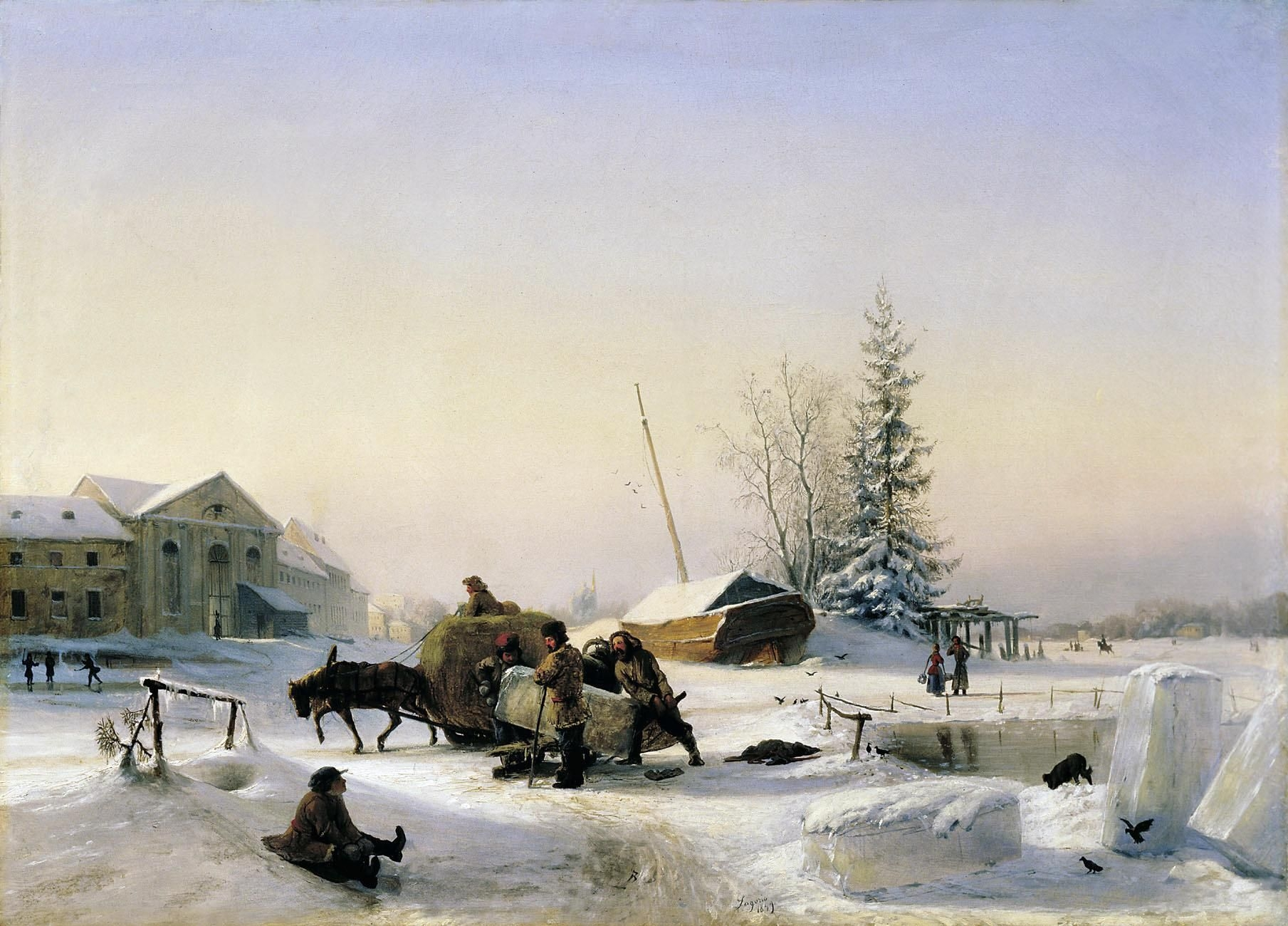
Лев Лагарио. Возка льда. 1849

## Руководство
С 1920 по 1926 год хранителем галереи был Константин Иннокентьевич Померанцев (1884−1945) − художник-живописец, скульптор и архитектор, один из организаторов и руководителей Иркутского общества художников. В 1926 году пост перешёл Борису Ивановичу Лебединскому (1891−1972). За шесть лет его руководства коллекция музея пополнилась произведениями русских мастеров XVIII − начала XX века из Государственного музейного фонда.
В 1936 году в Иркутске открылся самостоятельный художественный музей. Первым директором стал художник Георгий Иванович Дудин (1936−1948). Его преемником стал Алексей Дементьевич Фатьянов (1915−2001). Он проработал в музее более 50 лет, из них около 40 лет он являлся директором. За годы его руководства коллекция музея увеличилась с трёх до двенадцати тысяч единиц хранения. В 1952 году получил новое здание для размещения музея. В 2005 году в Галерее сибирского искусства (ул. Карла Маркса, 23) был открыт мемориальный кабинет А. Д. Фатьянова.
В 1983−2015 годах музей возглавляла Елена Станиславовна Зубрий, заслуженный работник культуры Российской Федерации. За три десятилетия её работы количество художественных произведений в собрании музея увеличилось вдвое.
В мае 2015 года музей возглавил профессор, кандидат исторических наук Александр Владимирович Гимельштейн. Под его руководством был изменён логотип музея.
В июне 2016 года директором музея была назначена Наталья Сергеевна Сысоева, живописец, участница более 150 выставок, лауреат и дипломант выставок и конференций всероссийского и международного уровня, с 2011 года председатель Иркутского регионального отделения Всероссийской творческой общественной организации «Союз художников России».